# 武田信栄
武田 信栄（たけだ のぶひで）は、室町時代中期の武将・守護大名。安芸武田氏4代当主武田信繁の嫡男。室町幕府相伴衆、若狭国守護。若狭武田氏初代当主。弟に信賢、国信、元綱がいる。

## 生涯
応永20年（1413年）、武田信繁の嫡男として誕生。
永享4年（1432年）に父が6代将軍足利義教に九州出陣を命じられると同行して少弐満貞・大友持直と交戦、やがて義教に気に入られて相伴衆となった。義教は有力守護大名の取り潰しを行い、信栄に丹後国・若狭守護一色義貫誅殺の密命を下した。永享12年（1440年）5月15日、大和永享の乱に出陣中の信栄は、ともに出陣していた義貫とその子供たちをおびき出して暗殺、功績により義教より若狭と尾張国知多郡を与えられた。これが若狭武田氏の起源である。
同年6月に若狭に下向。若狭には三方郡や遠敷郡（上中）に旧守護一色氏の守護代三方氏の勢力が残っていたため、信栄は隣接の遠敷郡の小浜（下中）ではなく、大飯郡の高浜に館を構えた。また、京都建仁寺に同族の九峰以成を招いて塔頭十如院を建立、以後若狭武田氏から住職を輩出した。
同年7月23日に急死。死因は病気とも、一色義貫襲撃の際に義貫の家臣・三方若狭（当時の若狭国守護代）から受けた傷が原因ともされている。法名は長福寺殿天遊光芸大居士。墓所は福井県大飯郡高浜町にある長福寺。
子が無かったため弟の信賢が若狭を相続、同年に父から安芸分郡守護職も譲られた。